# Ilha dos Amores
Ilha dos Amores é uma telenovela portuguesa da TVI que estreou no dia 26 de Março de 2007 e terminou no dia 9 de Dezembro do mesmo ano, tendo sido emitida originalmente ao longo de 214 episódios. É da autoria de Maria João Mira e Diogo Horta. Tem como tema a emigração. A acção centra-se, principalmente, nos Açores, mas também acontecem passagens pelo Canadá e por Portugal continental, nomeadamente por Lisboa. As suas gravações começaram em Janeiro. As gravações nos Açores ocorreram até Agosto. Foi votada como a melhor novela portuguesa de sempre, derivada da votação na gala de Ficção Nacional, realizada em 2008.
Conta com Sofia Alves, Marco d'Almeida, Joana Solnado, Marco Delgado, Helena Isabel, Pedro Lima (ator), Almeno Gonçalves, Nuno Homem de Sá, Cláudia Vieira, Helena Laureano, Carloto Cotta, Elisa Lisboa, Vera Kolodzig, Hugo Tavares, Sofia Nicholson, Adriano Luz e José Wallenstein nos papéis de destaque da trama.
A telenovela foi reexibida entre 3 de Agosto de 2011 e 20 de Julho de 2012, ao longo de 234 episódios, ao início da tarde, na TVI. Depois de ter inaugurando esta faixa horária de reposições, foi substituída por Tempo de Viver. Foi reposta pelo canal TVI Ficção entre 27 de Outubro de 2014 e 8 de abril de 2015.
No dia 19 de julho de 2024 foi disponibilizada na plataforma de streaming da TVI, TVI Player com os seus 214 episódios de produção.
Ilha dos Amores foi uma das referências para Elizabeth Jhin escrever a novela 'Espelho da Vida', da Globo.

## Produção
Teve como título provisório Projeto Açores.
O cargueiro que levou Jaime de Ponta Delgada ao Canadá no primeiro episódio foi criado pela produção da telenovela, recorrendo a computadores. Este foi desenhado a três dimensões e a cena foi finalizada na mesa de pós-produção.
Quatro profissionais recrutados em França viajaram até à Ilha de São Miguel, nos Açores, para fazerem a cena do capotamento do automóvel, onde morrem Jaime e Beatriz. A estrada onde esta cena foi gravada fica no topo da Lagoa das Sete Cidades (Vista do Rei) ladeada por profundos precipícios.
Carlos César, chefe do executivo regional, doou cerca de 350 mil euros à produção da telenovela, que segundo o próprio permitirá ver, durante seis meses, "o melhor dos Açores, no melhor que se faz em ficção televisiva em Portugal, através de um dos melhores canais nacionais no seu prime-time".
A transportadora aérea regional, SATA, pôs à disposição da produção da telenovela da TVI 600 viagens de ida e volta Lisboa-Ponta Delgada-Lisboa, para um período de dez meses que terminou em Agosto desse ano. Mais 175 viagens inter-ilhas e ainda 30 viagens de ida e volta entre Lisboa e Toronto, entre Janeiro e Agosto.
O trabalho de campo da NBP foi possível com o apoio das autarquias de Vila Franca do Campo, Povoação, Lagoa, Nordeste e Ribeira Grande empenhadas em (re)descobrir cenários para a trama. Praças, jardins, parques, portos, edifícios e até mesmo figurantes locais foram desencantados e integrados nas cenas.

## Escolha do elenco
Alguns dos actores que recusaram participar na telenovela foram Ana Padrão, Dina Félix da Costa, Eunice Muñoz, Hélio Pestana, Irene Cruz, Joana Figueira, Joaquim Horta, Luís Lourenço, Márcia Leal, Paula Lobo Antunes, Paulo Pires, Ricardo Carriço, Rita Lopes e Sara Barradas.
Eunice Muñoz, que recusara um convite para interpretar Maria Amélia Machado da Câmara, papel depois entregue a Elisa Lisboa por outros compromissos profissionais, acabou por entrar mais tarde na telenovela numa participação especial, dando vida a Emília, uma sem-abrigo que se torna amiga de Mariana.
Vários actores transitaram directamente da telenovela Tempo de Viver. São eles: Joana Solnado, Manuela Couto, Marco D'Almeida, Marco Delgado e Sofia Nicholson. Outros actores de Tempo de Viver que entraram posteriormente na telenovela foram José Wallenstein, Manuel Wiborg e Pedro Teixeira.
Grande parte do elenco principal mais jovem da novela veio directamente da terceira temporada de Morangos com Açúcar como Joana Duarte, Diana Chaves, Jessica Athayde, Diogo Valsassina, João Cajuda e Daniel Cardoso.

## Sinopse
A telenovela começa em 1977, em São Miguel nomeadamente na freguesia de Ponta Garça.

S. Miguel, 30 anos atrás, Jaime Valente (Hugo Tavares) e Beatriz Machado da Câmara (Vera Kolodzig) conheciam-se desde crianças. Ele era filho de pobres trabalhadores rurais e ela a herdeira de uma família de fortuna e pergaminhos. Os dois jovens namoravam em segredo, temendo a oposição da família Machado da Câmara, o que veio a acontecer. Jaime e Beatriz decidiram então fugir num cargueiro que rumava ao Canadá. Mas os Machado da Câmara descobriram os planos de fuga e ameaçaram Beatriz de que Jaime seria preso, mal pusesse o pé em terra, acusado de rapto de menores.

Jaime partiu sozinho para o Canadá e Beatriz juntar-se-lhe-ia logo que atingisse a maioridade. Entretanto, trocavam cartas cheias de sonhos e projectos de futuro. Mas as cartas nunca chegavam ao seu destino e cada um deles se convenceu de que fora esquecido pelo outro. Meses mais tarde, Beatriz recebeu a visita de uma rapariga, Alice (Adriana Moniz), que lhe disse esperar um filho de Jaime e teve a certeza da traição.

Por detrás da intriga, estava Henrique Medeiros (Rui Drummond), vizinho e pretendente de Beatriz. Fora ele quem denunciara os planos de fuga de Jaime e Beatriz e foi também ele quem pagou à rapariga para que mentisse sobre a gravidez. Queria casar com Beatriz e estava disposto a tudo para atingir o objectivo mas não o conseguiu, pois Beatriz acabou por casar com outro homem.

Por seu lado, Jaime esperou pelas notícias que não vinham, até que soube que Beatriz tinha casado. O sonho cor-de-rosa terminara. Mas não a determinação de vencer na vida. Trabalhou duramente para o conseguir e fez fortuna. Casou com uma rapariga emigrante como ele e construiu uma família.

Beatriz e Jaime juraram enterrar o passado. Mal sabiam que, muitos anos depois, o passado viria ter com eles.

30 Anos Depois, por ironia do destino, as posições de Beatriz (Sofia Nicholson) e Jaime (Adriano Luz) invertem-se. Ele é agora um homem milionário e ela, fruto de negócios ruinosos, está na falência. O seu principal rendimento resume-se à plantação e fábrica de chá. Viúva e com três filhas para criar, Clara Machado da Câmara (Sofia Alves), Mónica Machado da Câmara (Diana Chaves) e Mariana Machado da Câmara (Joana Solnado), o futuro avizinha-se negro. Contra a vontade dos filhos e da segunda mulher, Jaime decide regressar à sua terra natal e, daí, gerir os seus negócios. Nos Açores, ele quer mostrar, principalmente a Beatriz, que tinha condições para vingar na vida. Foi ele, de forma anónima, quem comprou as terras dos Machado da Câmara e que se prepara para adquirir o banco que detém as hipotecas dos terrenos da família rival. Afundada em dívidas, Beatriz aceita vender uma propriedade. Sabendo que um emigrante recém regressado do Canadá está a investir na região, marca uma entrevista para lhe fazer uma proposta. Trinta anos depois, o encontro promete.

No dia do negócio, Jaime cruza-se na estrada com Beatriz e os dois reconhecem-se. Era difícil esquecerem-se um do outro. Porém, a tragédia tinha hora marcada: os carros chocam, despistam-se e caem por uma ribanceira. Os dois morrem. Clara, filha de Beatriz, e Tomé Valente (Marco D'Almeida), filho de Jaime, ambos de 28 anos, conhecem-se no cemitério. O ódio é enorme. Ele, batalhador, frio, implacável nos negócios, jura-lhe vingança e ela, bonita, inteligente e inconformada, promete fazer-lhe frente. Mas nenhum dos dois imagina que o coração vai voltar a pregar uma partida.

Os dois acabam por se apaixonar, assim como Miguel Valente (Carloto Cotta) e Mariana, mas durante a drama muitas revoltas irão acontecer, o que fará com que os dois "casalinhos" se acabem por separar. Miguel e Mariana são duas pessoa muito diferentes uma da outra, mas no meio dos dois está a malvada Anabela Santos (Joana Santos) que tudo fará para os separar, pois ela só está interessada no dinheiro da família Valente, assim como a madrasta de Miguel e Tomé que só casou com Jaime por dinheiro. Com isto tudo colocam-se duas perguntas: Será que o amor de Miguel e Mariana vai resistir a tantas pedras que se atravessarão no seu caminho? E será que Tomé e Clara vão vencer os fantasmas e as desconfianças do passado e ficar juntos?

## Elenco
- Sofia Alves - Clara Machado da Câmara (Protagonista)
- Marco D'Almeida - Tomé Valente (Protagonista)
- Joana Solnado - Mariana Machado da Câmara (Protagonista)
- Carloto Cotta - Miguel Valente (Protagonista)
- Cláudia Vieira - Vera Medeiros (Antagonista)
- António Capelo - Henrique Medeiros (Antagonista)
- Helena Laureano - Cecília Medeiros (Co-Protagonista)
- Marco Delgado - Tobias Raposo (Co-Protagonista)
- Helena Isabel - Maria da Glória (Glorinha) Cosme
- Elisa Lisboa - Condessa Maria Amélia Machado da Câmara (Antagonista)
- Maria D'Aires - Benvinda Formiga
- Manuela Couto - Alice Carroça
- Almeno Gonçalves - Paulo Carroça
- Ana Nave - Madalena Figueira Valente (Co-Antagonista)
- Nuno Homem de Sá - Caetano Machado da Câmara (Co-Antagonista)
- Susana Arrais - Maria do Carmo Silva Machado da Câmara
- Carla Andrino - Maria Assunção (São) Costa
- Pedro Lima - Rui Pestana
- Rita Lello - Luísa Negrão Pestana
- Diana Chaves - Mónica Machado da Câmara
- Núria Madruga - Mafalda Figueira Brown
- André Nunes - Gil de Jesus
- Joana Duarte - Catarina Medeiros
- Mafalda Pinto - Lisa Pinheiro
- Joana Santos - Anabela Santos (Co-Antagonista)
- João Cajuda - André Negrão Pestana
- Jessica Athayde - Carlota Machado da Câmara
- Pedro Teixeira - David Costa
- Ana Rita Tristão - Filomena (Mena) Costa
- Daniel Cardoso - João Pedro (JP) Costa
- Diana Nicolau - Maria Negrão Pestana
- Diogo Valsassina - Duarte (Duda) Madeira/José Maria Atalaia
- Manuel Wiborg - Pedro Atalaia
- Paulo Matos - Osvaldo Costa/Heitor Pimenta
- Ricardo Trêpa - Nuno

Participação especial no 1.º Episódio:
- Sofia Nicholson - Beatriz Machado da Câmara
- Adriano Luz - Jaime Valente

Participação Especial:
- Eunice Muñoz - Emília
- Raul Solnado (†) - Jorge Cabral
- Margarida Carpinteiro - Madre Luciana
- João Lagarto - Xavier Santos
- José Wallenstein - Francisco Varela
- António Cordeiro - Rui Resendes

Actor Convidado:
- Zeca Medeiros - Cipriano Formiga

Elenco Infantil:
- Débora Amado - Constança Silva Machado da Câmara
- Carolina Represas - Patrícia Negrão Pestana
- Ana Sofia Silva - Joana Costa

Elenco 1977:
- Vera Kolodzig - Beatriz Machado da Câmara
- Hugo Tavares - Jaime Valente
- Vítor Norte - Conde Álvaro Machado da Câmara
- Isabel Medina - Condessa Maria Amélia Machado da Câmara
- Rui Drummond - Henrique Medeiros
- Nuno Nunes - Cipriano Formiga
- Cátia Nunes - Maria da Glória (Glorinha) Cosme
- Adriana Moniz - Alice Carroça
- Severino Linhares - Paulo Carroça

Elenco adicional:
- Adérito Lopes - Médico
- Carlos Curto - Inspector José Anjos
- Duarte Vítor - Coentro
- Fernando Lupach - Vilaça
- João Maria Pinto - Américo
- Pilar Pacheco - Laura

## Banda Sonora
1. Canção do Mar - Diana Basto (Versão adaptada da de Dulce Pontes) (tema do genérico)
2. Mariana - Luís Represas (tema de Mariana)
3. Pássaro Azul - André Sardet (tema de Tomé)
4. The Moment You Believe - Melanie C (tema de Mariana e Miguel)
5. Refúgio - Pedro Khima (tema de Tobias)
6. Três Vidas - Ritual Tejo (tema de André)
7. Sentimento - Rita Guerra (tema de Cecília)
8. Sei Que Sabes Que Sim - EZ Special (tema de Miguel)
9. Ilumina-me - Pedro Abrunhosa (tema de Clara e Tomé)
10. Na Maré De Ti - Gil do Carmo (tema de Carlota e Rui)
11. Meu Coração Abandonado - Viviane (tema de Glorinha)
12. Palavras  Minhas - Carlos Martins e Carlos do Carmo (tema de Henrique)
13. Caçador de Sóis - Ala Namorados (tema de JP)
14. As Cores do Céu - Luís Alberto Bettencourt
15. Ilha dos Amores - Paula Teixeira (tema Açores)
16. Vida Proíbida - Sépia (tema de Luísa)
17. Tudo Ou Nada (Ser Melhor) - Gutto (tema de Carmo)
18. Perigo e Sedução - Sofia Gaspar (tema de Madalena)
19. Já Se Sabe - Nuno Brito (tema de Gil)

E ainda:
- Por Ti corri pelo Mundo - Ricardo Moraes (Tema da São)
- Outro Futuro - Balla (Tema de Carlota)
- Não mexas no tempo - André Sardet/Viviane (Tema Geral Lisboa)
- Por ti, vou de romeiro - Luís Alberto Bettencourt

## Resolução de imagem
Ilha dos Amores é a primeira telenovela portuguesa gravada em resolução de imagem em Alta Definição, chegando a ser anunciada diversas vezes pela emissora. Porém nunca foi exibida neste formato, uma vez que a TVI não possuía suporte para a transmissão do sinal HD, levando a trama ao ar com resolução de imagem de SDTV (4.3).

## Impacto
Dia 26 de Setembro decorreu no CCB a primeira Gala da Ficção Nacional, organizada pela TVI. Ao longo de 4 horas de emissão foram homenageados cerca de 40 actores portugueses e relembradas dezenas de telenovelas que fizeram a delicia dos telespectadores ao longo dos tempos. Alguns dias antes da Gala iniciou-se uma votação via telefone/internet com a qual se pretendia escolher a telenovela favorita dos portugueses. Estiveram em votação 28 telenovelas, das quais foram eleitas as 5 preferidas e finalmente foi dada a conhecer a favorita. Foi a telenovela Ilha dos Amores a escolhida pelos telespectadores portugueses com maior número de votos

## Audiência
O primeiro episódio registou 19,7% de audiência média e 45,5% de share, sendo que o primeiro episódio de Ilha dos Amores, foi a quarta estreia mais vista da história da ficção portuguesa da TVI até hoje, sendo Filha do Mar a terceira, A Outra a segunda, e Deixa Que Te Leve a primeira. No último episódio, a telenovela conseguiu o melhor resultado, com 23,3% de audiência média e 49,1% share. Já o pior registo foi transmitido a 8 de Setembro, com 10,3% de audiência média e 28,9% de share. Os 214 capítulos desta telenovela, transmitidos entre 26 de Março e 9 de Dezembro de 2007, registaram 15,5% de audiência média e 40,5% de share.

## Locais de gravações
Os exteriores da casa da família Machado da Câmara foram gravados numa propriedade localizada na freguesia de Ponta Garça, Vila Franca do Campo (Paço de Nossa Senhora da Vida). O cenário selvagem da Caldeira Velha foi na realidade filmado na Ribeira Grande (local onde Miguel Valente (Carloto Cotta) e Mariana se conheceram). A Fábrica de Chá da família Machado da Câmara, chamada chá Santa Bárbara na telenovela, é na realidade a fábrica de chá Gorreana e situa-se na freguesia de São Brás. Certas cenas foram gravadas no Jardim José do Canto em Ponte Delgada.